# Fjölnir
Fjölnir, Fjölner, Fjolner o Fjolne (n. 256) (nórdico antiguo: Fjǫlnir - «Distribuidor» o «Multiplicador») fue un rey semilegendario de Suecia de la casa de Yngling. Fjölnir surge en un contexto semi-mitológico como hijo de Freyr y su consorte Gerðr. Según el poema Grottasöngr.
Fjölnir se ahogó en una tina de hidromiel visitando a Fróði, un rey semi-legendario de Selandia, un territorio que posteriormente fue territorio de la futura de Dinamarca. A la muerte de Fjölnir le sucedió su hijo Sveigðir.